# (35102) 1991 RT
1991 RT (asteroide 35102) é um asteroide da cintura principal. Possui uma excentricidade de 0.24464750 e uma inclinação de 16.06681º.
Este asteroide foi descoberto no dia 4 de setembro de 1991 por Eleanor F. Helin em Palomar.